# Wytze Russchen
Wytze Russchen   (Drachten, 22 de desembre de 1970) és un lobbyista, a La Haia i Brussel·les durant molts anys. És escriptor de 'het Oliemannetje - top lobbyist in Europe' (2014) i '#Post from Brussels' (2015). Wytze viu i escriu a Barcelona des del 2017, inclòs com a columnista setmanal de TPO.

## Biografia
Wytze Va adolescent, el seu somni és convertir-se en polític (europeu) i va estudiar relacions internacionals i organització Universitat de Groningen Ja durant i després dels estudis, va començar a treballar al Parlament Europeu a Brussel·les i Estrasburg, primer com a empleat del Grup Euro Liberal (ALDE) i més tard com a mà dreta política del desaparegut Willy De Clercq. Durant més de tres anys, va acompanyar l'exviceprimer ministre belga, comissari europeu i ministre d'Estat en les seves funcions com a president de la Comissió de Comerç Internacional i després de la Comissió d'Assumptes Jurídics i Mercat Interior del Parlament.
L'any 1999 em vaig convertir en portaveu i lobista de BusinessEurope, l'associació d'empresaris europeus. Dos anys més tard, es va incorporar a l'associació d'empresaris VNO-NCW a La Haia amb comunicació i afers públics a la seva cartera. L'any 2004 vaig tornar a Brussel·les per coordinar la Presidència holandesa del Consell Europeu com a secretari principal d'Afers Europeus. El 2005 va fer el mateix durant la presidència luxemburguesa de la UE, però adscrit a la patronal luxemburguesa, i el 1999 i el 2004 va ser candidat al Parlament Europeu (VVD). El 2006, va ser candidat al parlament de Brussel·les (Open Vld).